# Lexus GS
Lexus GS bezeichnet eine Pkw-Baureihe der oberen Mittelklasse des japanischen Herstellers Lexus. Eingeführt wurde sie im Herbst 1991 zunächst in Japan, im Frühjahr 1993 dann auch in den USA und Europa. Der GS ist zwischen den Lexus-Baureihen IS und LS positioniert. Von 1991 bis 2005 wurde der Wagen in Japan als Toyota Aristo verkauft.

## GS (JZS147, 1991–1997)
Die Karosserie der ersten Generation war von Italdesign Giugiaro designt und wurde als Toyota Aristo im Oktober 1991 in den japanischen Markt eingeführt.
Es wurden zwei unterschiedliche 3,0-Liter-6-Zylinder-Reihenmotoren, einer mit einem Twin Turbo, angeboten. Ab 1992 gab es auch einen V8-Motor mit Luftfederung und Allradantrieb. Es gab auch einen Allradantrieb als Option. Für die Export-Märkte war nur der normale 3,0-Liter-Motor verfügbar.
Der GS sollte die Lücke füllen, die der LS hinterlassen hatte, nachdem dieser für die Oberklasse konzipiert war.

### GS 300 T3
1995 erschien das Sondermodell T3. Als Basis wurden Lexus-GS-300-Modelle verwendet,
die vom Toyota Rallye-Team TTE durch den Einsatz anderer Karosserie-, Motor- und Fahrwerkskomponenten modifiziert wurden.

Alle T3-Modelle waren vollausgestattet.

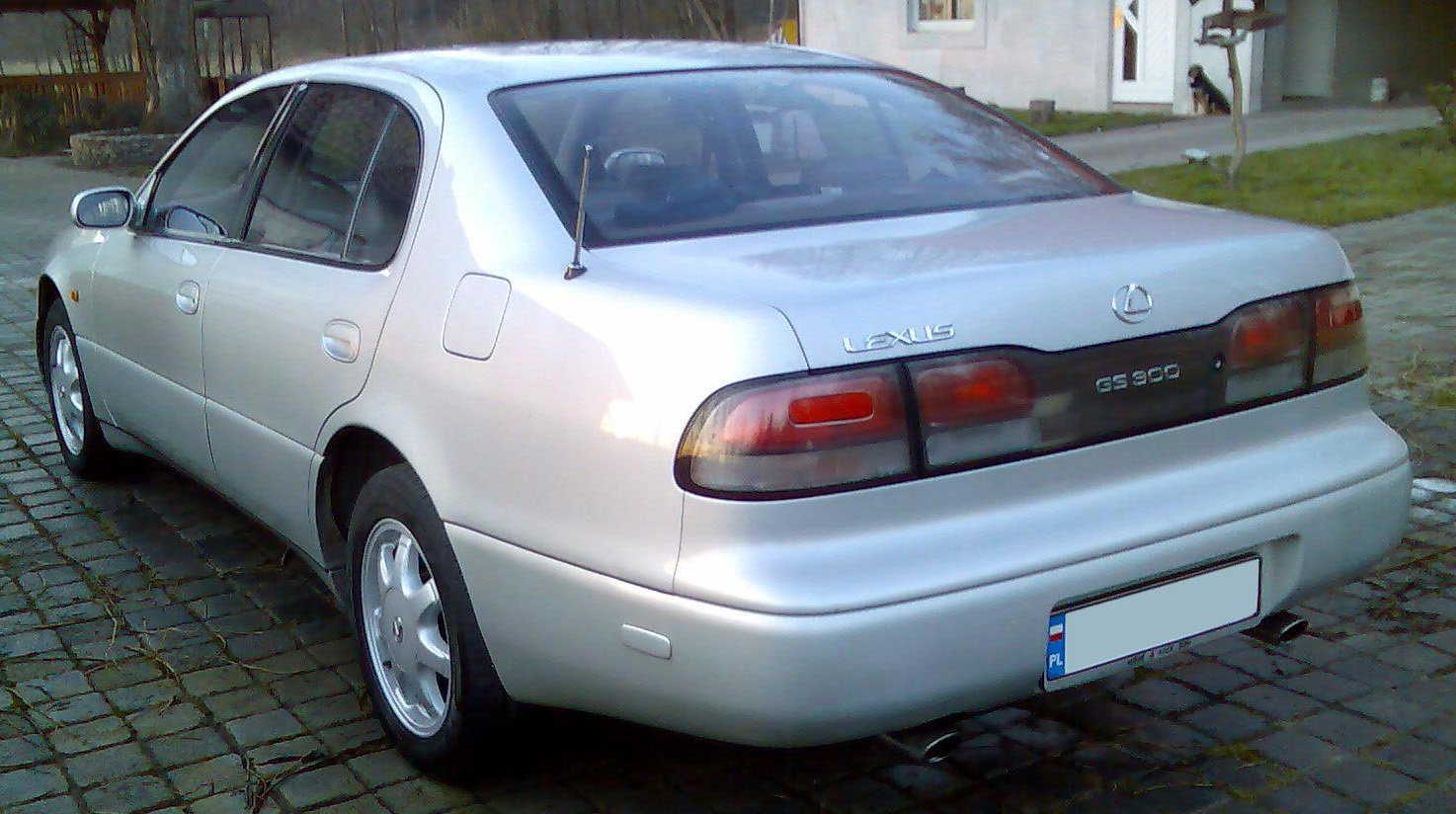
Heckansicht
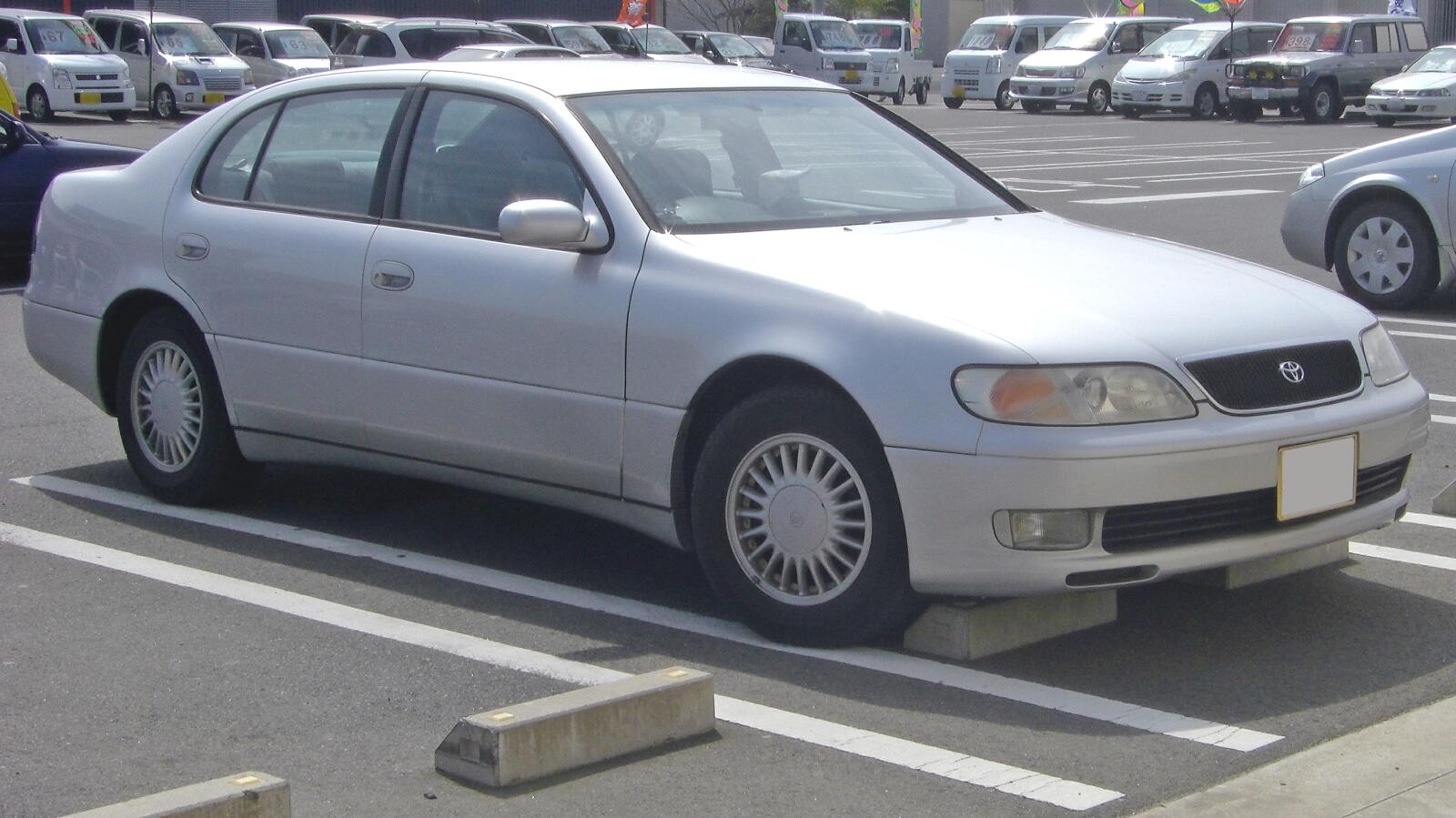
Toyota Aristo
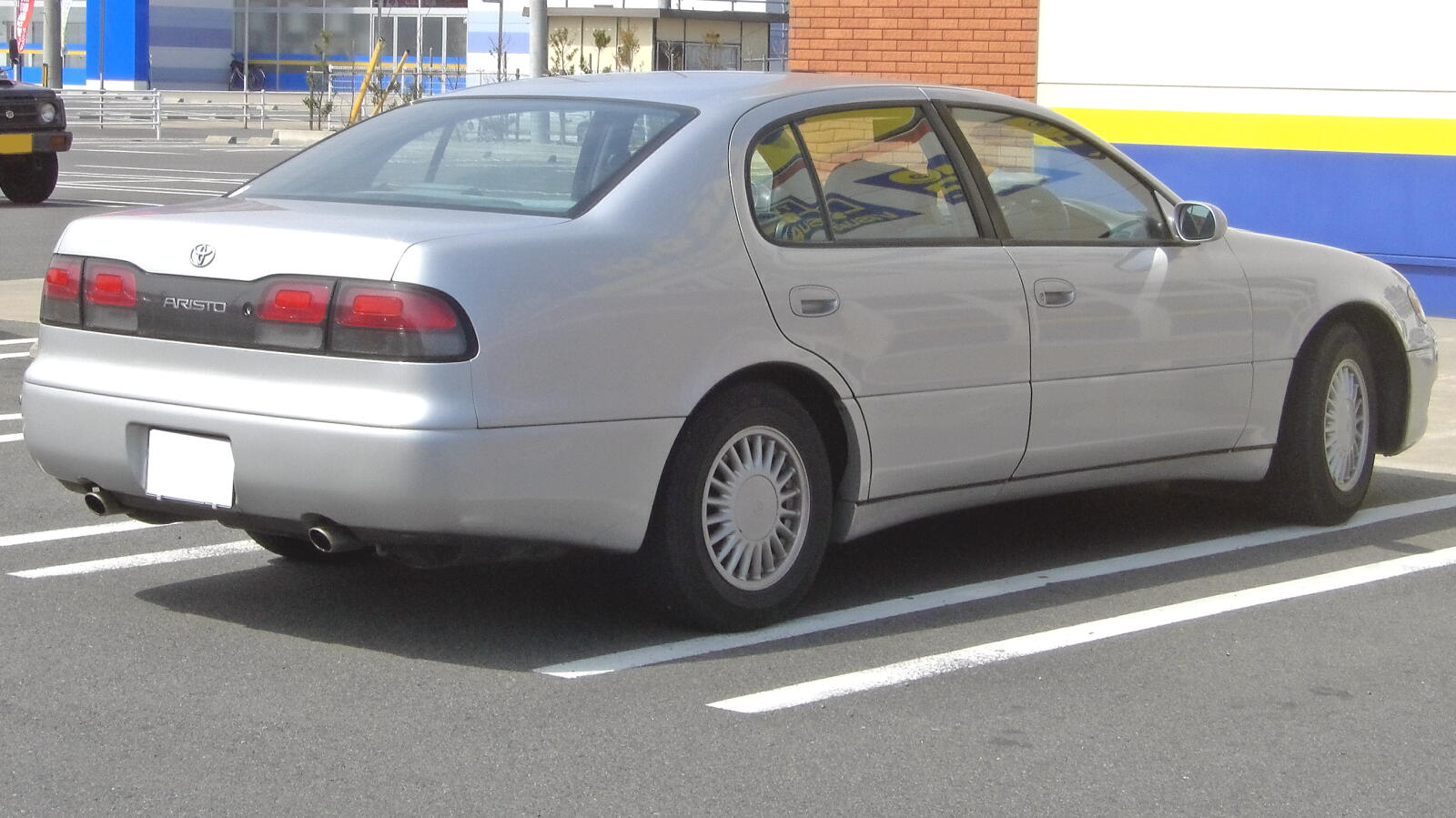
Heckansicht

## GS (JZS160, 1997–2005)
Die zweite Generation des GS erschien im Sommer 1997 wieder als Toyota Aristo in Japan. Die internen Codes für diese Modelle sind JZS160 und JZS161. Als Motoren wurden wieder zwei 3,0-Liter-6-Zylinder-Motoren (2JZ-GE/2JZ-GTE) angeboten. Für die Twin-Turbo-Version, die nur auf dem japanischen Markt als Toyota Aristo verkauft wurde, gab es eine elektronische Vierradlenkung und ein Automatikgetriebe mit manueller Eingriffsmöglichkeit. Allradantrieb wurde nicht angeboten. Das Design wurde von Toyota selbst entwickelt. 
Auf dem Europäischen Markt, wurde der GS vorerst nur mit der Sauger-Variante des 2JZ Motors, unter der Bezeichnung GS 300 angeboten. Die Europäische Ausführung unterschied sich kaum von denen anderer Märkte. Jedoch kamen nur in Europa die Fahrzeuge Serienmäßig mit einer  Scheinwerferreinigungsanlage, welche sonst nur in Australien verfügbar war.
Für den US-Markt wurde die leistungsstärkere Variante GS 400 mit einem V8-Motor und 224 kW (305 PS) Leistung angeboten.
Ende 2000 wurde der GS überarbeitet. Er bekam neue Rückleuchten, einen neuen Kühlergrill und neue Scheinwerfer, ebenso Scheinwerfer mit Xenonlicht. Zum neu gestalteten Innenraum gehörte ein Navigationsgerät mit Touchscreen. Das Automatikgetriebe mit der manuellen Eingriffsmöglichkeit war nun auch im GS 300 erhältlich. Den GS 430, einen überarbeiteten 400er, gab es seitdem auch in Deutschland.
Der GS wurde in den USA mit den Preisen Motor Trends: Import Car of the Year for 1998 und Car and Driver Magazine’s Car and Driver Ten Best von 1998 bis 2000 ausgezeichnet.

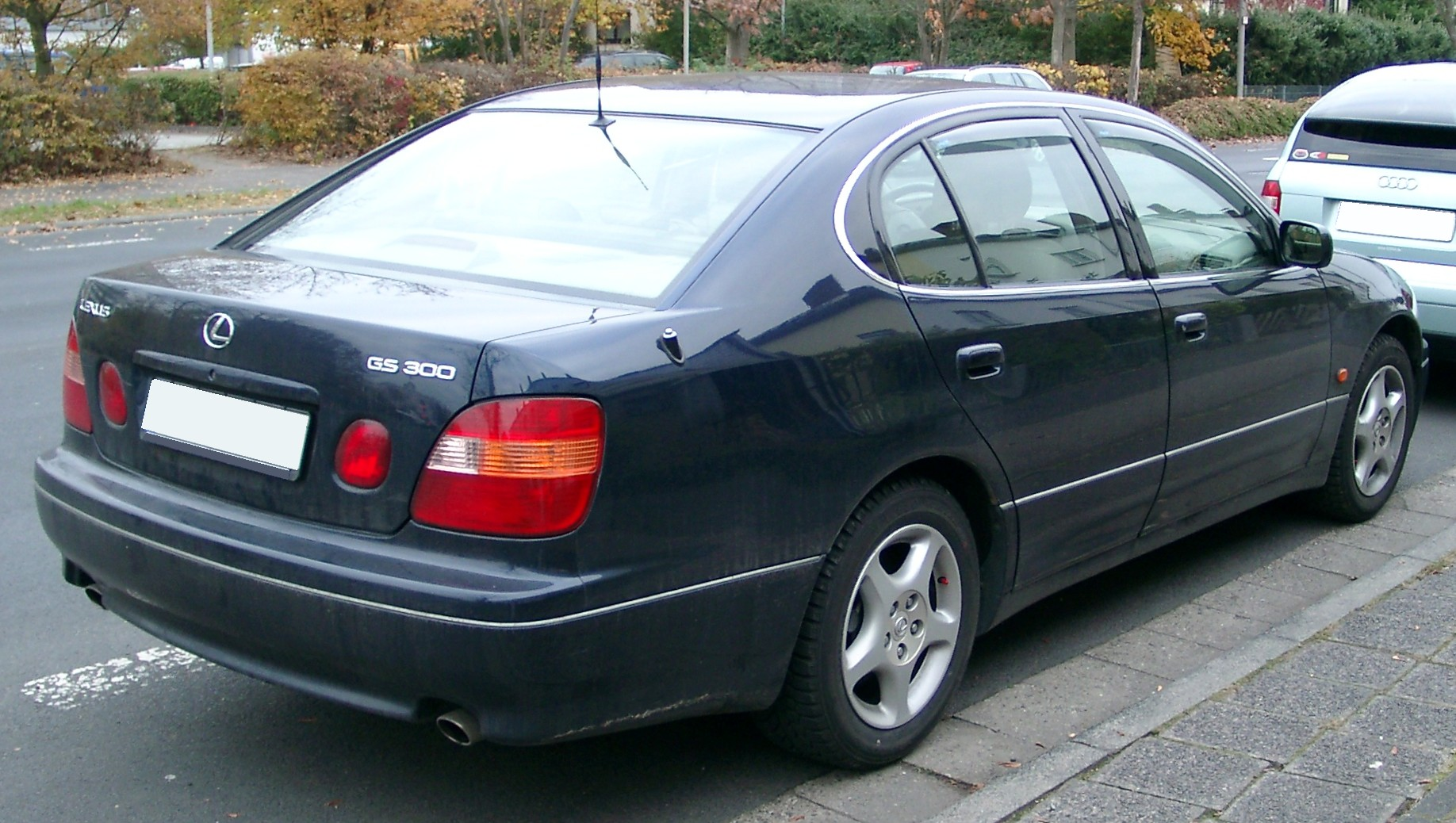
Heckansicht Pre-Facelift
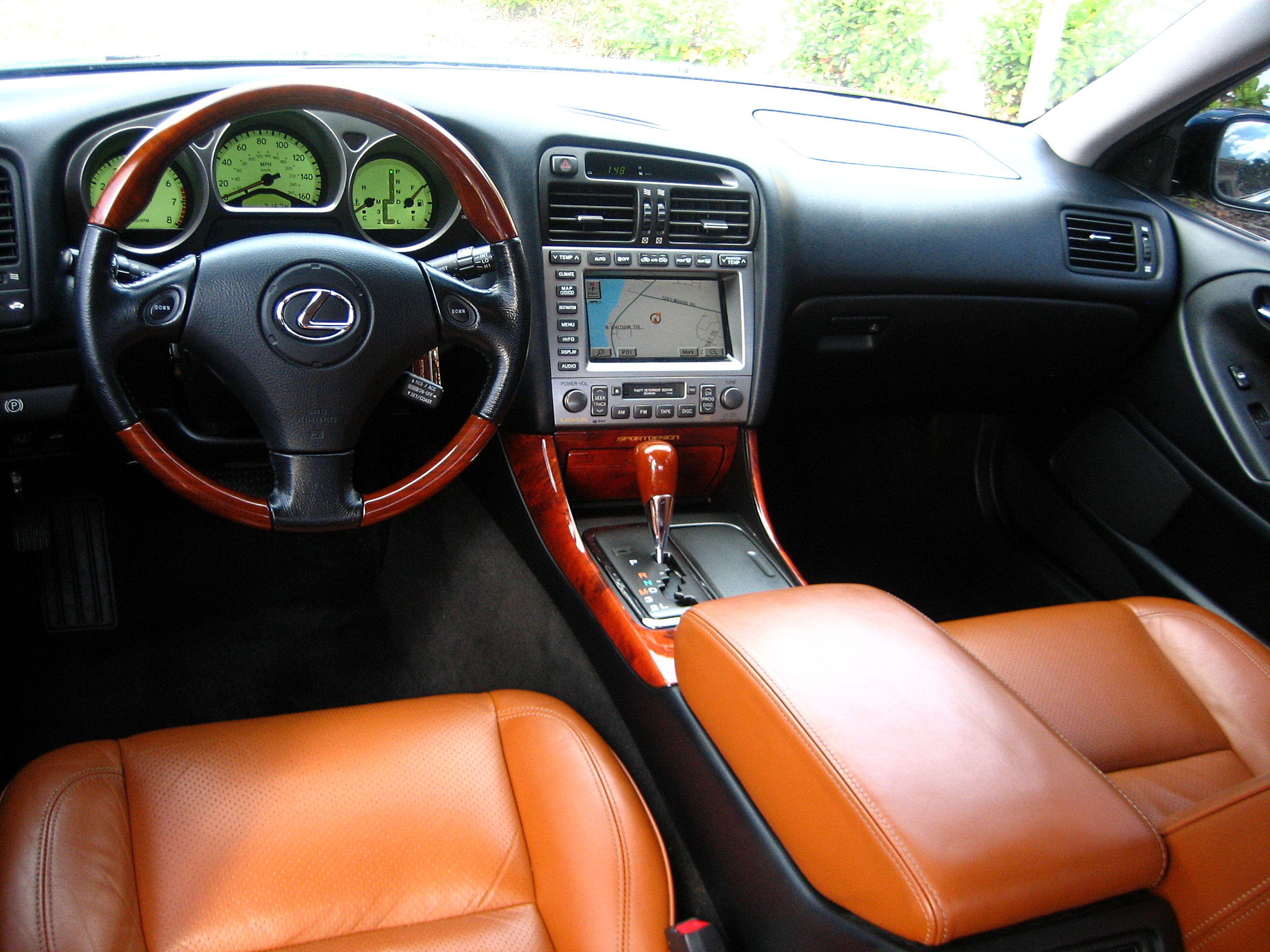
Cockpit Facelift
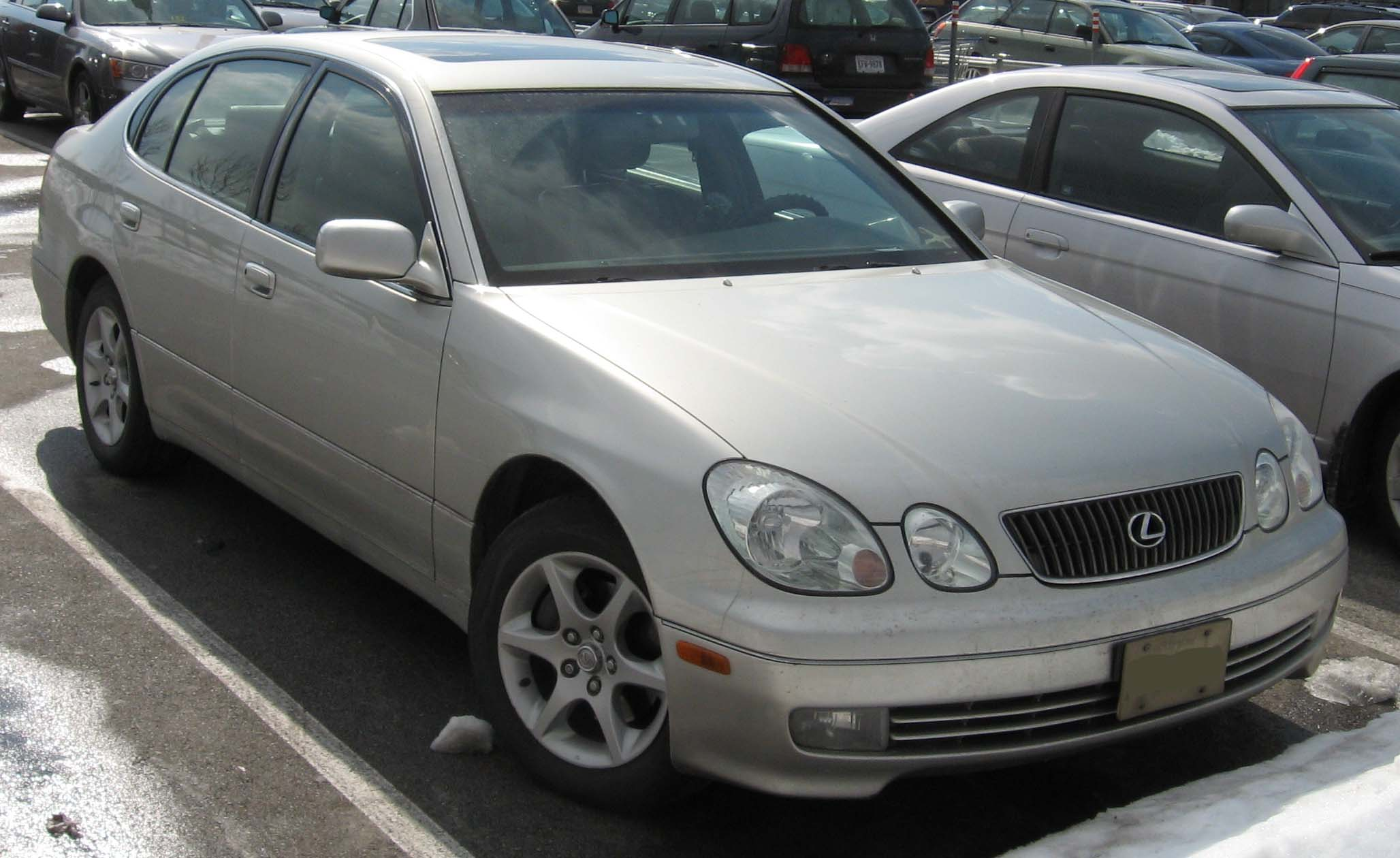
Lexus GS (2000–2005)
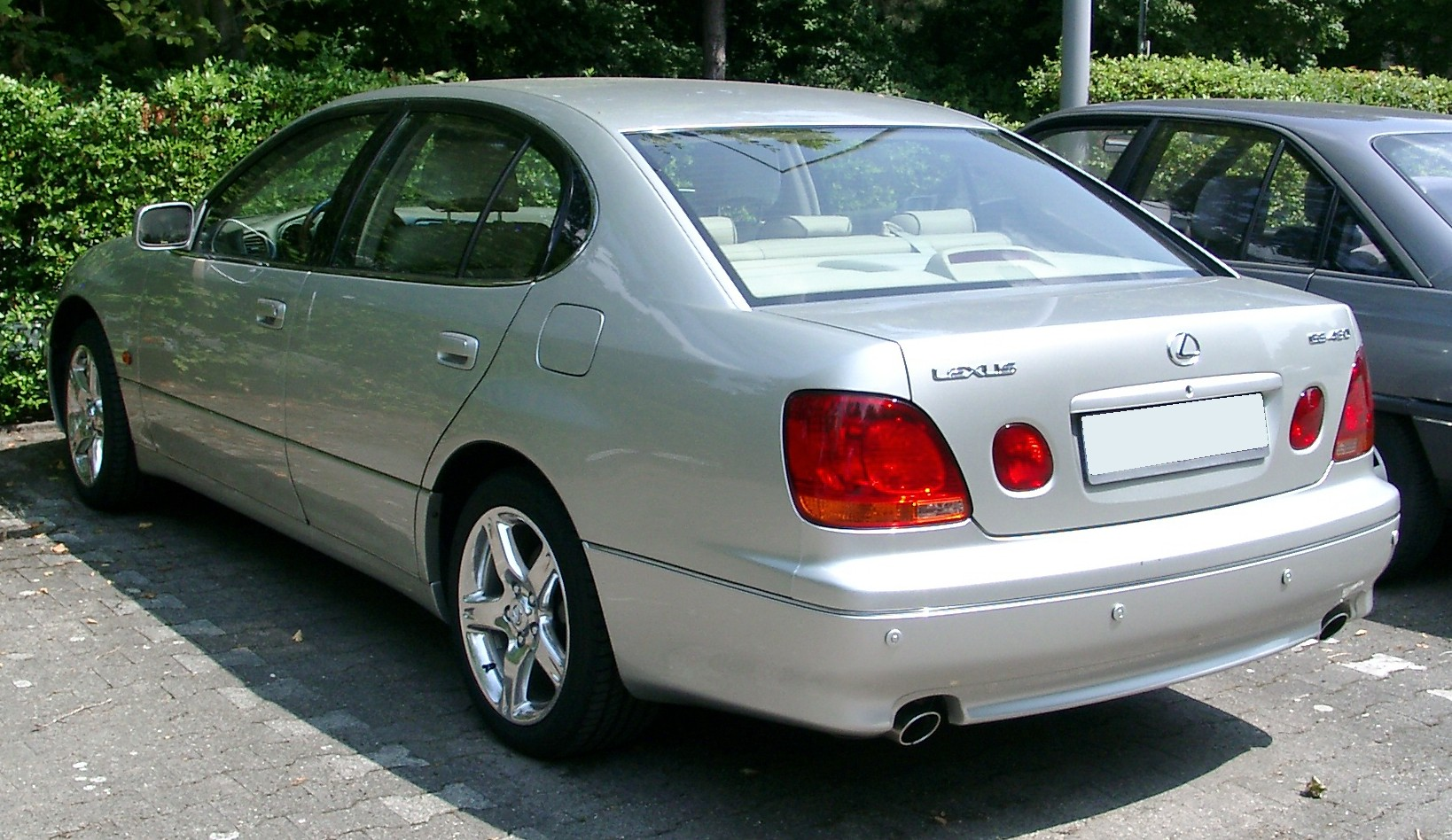
Heckansicht Facelift
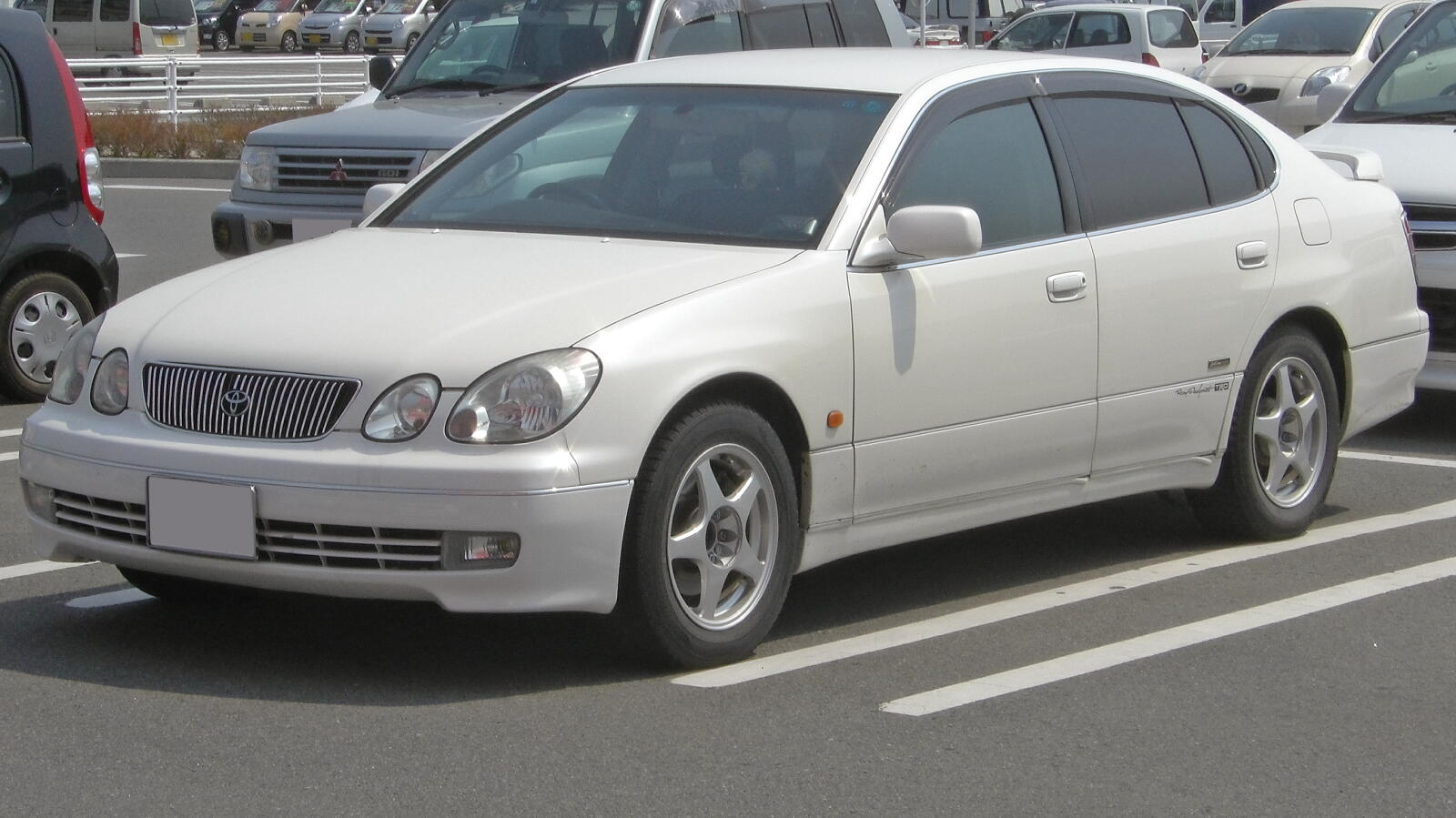
Toyota Aristo
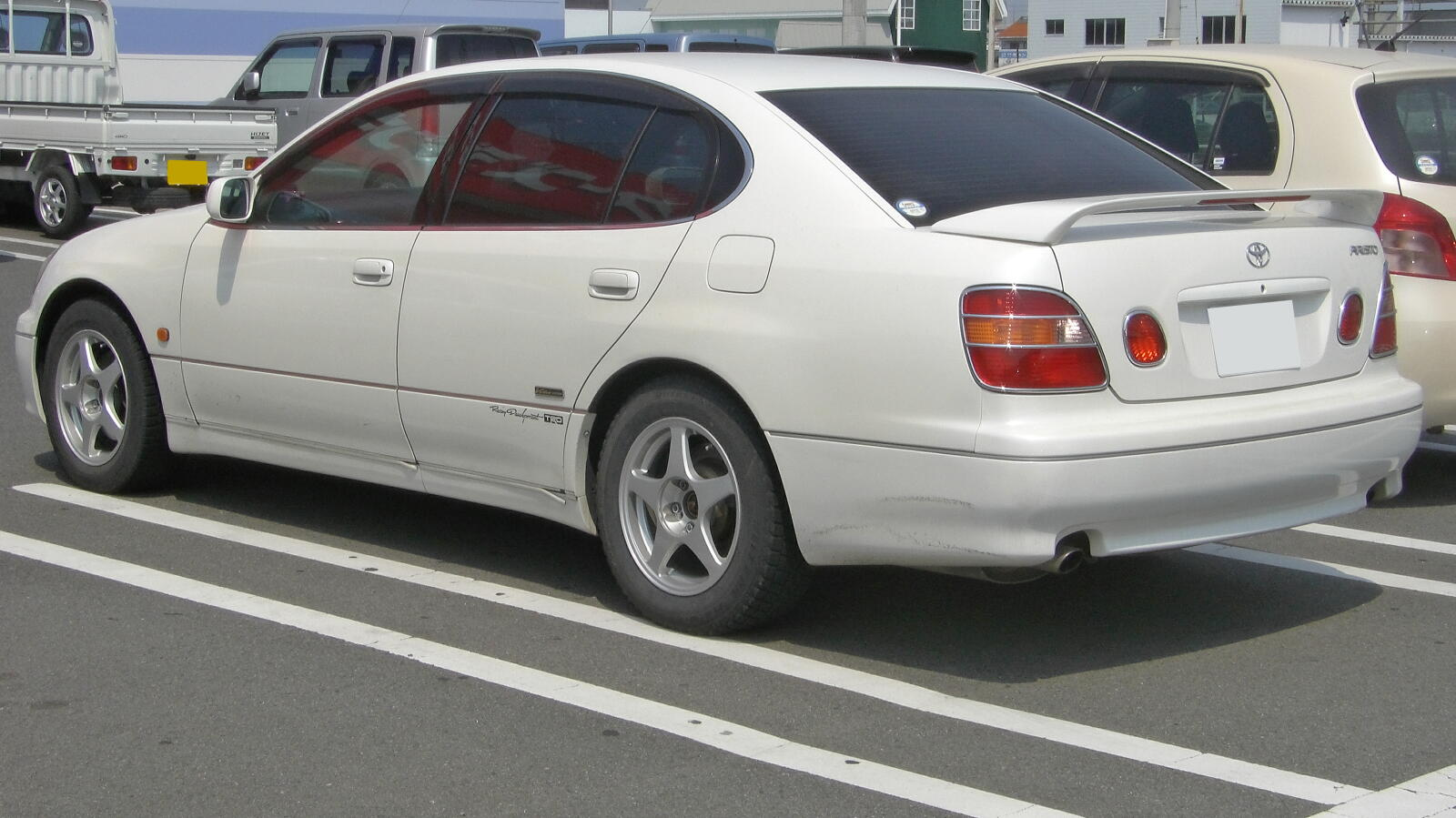
Heckansicht

### Technische Daten
| Kenngrößen                       | GS 300 | GS 300 | GS 430 |
| Bauzeitraum                      | 1997–2000 | 2000–2005 | 2000–2005 |
| Motorkenndaten                   | | | |
| Motortyp                         | 2JZGE Reihen-6-Zylinder 24 Ventile, 2 obenliegende Nockenwellen, Zahnriemen, variable Ventilsteuerung (VVT-i) | 2JZGE Reihen-6-Zylinder 24 Ventile, 2 obenliegende Nockenwellen, Zahnriemen, variable Ventilsteuerung (VVT-i) | 3UZFE V8-Ottomotor, 32 Ventile, 2 obenliegende Nockenwellen pro Bank, Zahnriemen, variable Ventilsteuerung (VVT-i) |
| Gemischaufbereitung              | Sauger | Sauger | Sauger |
| Motoraufladung                   | – | – | – |
| Hubraum                          | 2997 cm³ | 2997 cm³ | 4293 cm³ |
| max. Leistung                    | 162 kW/222 PS bei 5800/min                                                                                    | 161 kW/219 PS bei 5800/min                                                                                    | 208 kW/283 PS bei 5600/min                                                                                         |
| max. Drehmoment                  | 298 Nm bei 3800/min                                                                                           | 298 Nm bei 3800/min                                                                                           | 417 Nm bei 3500/min                                                                                                |
| Kraftübertragung                 | | | |
| Antrieb, serienmäßig             | Hinterradantrieb                                                                                              | Hinterradantrieb                                                                                              | Hinterradantrieb                                                                                                   |
| Getriebe, serienmäßig            | 5-Stufen-Automatikgetriebe                                                                                    | 5-Stufen-Automatikgetriebe                                                                                    | 5-Stufen-Automatikgetriebe                                                                                         |
| Messwerte                        | | | |
| Höchstgeschwindigkeit            | 230 km/h | 230 km/h | 250 km/h |
| Beschleunigung von 0–100 km/h    | 8,3 s | 8,3 s | 6,3 s |
| Kraftstoffverbrauch (kombiniert) | 11,3 l/100 km                                                                                                 | 11,3 l/100 km                                                                                                 | 12,3 l/100 km |
| CO2-Emission (kombiniert)        | 281 g/km | 281 g/km | 296 g/km |
| Abgasnorm nach EU-Klassifikation | Euro 3 | Euro 3 | Euro 4 |

## GS (GRS/GWS/UZS, 2005–2011)
| Sterne im Euro-NCAP-Crashtest | Fünf Sterne im Euro-NCAP-Crashtest |

Die dritte Generation des GS wurde Anfang 2005 auf der North American International Auto Show vorgestellt. Eingeführt wurde sie im April 2005 mit den Modellen GS 300, (Code: GRS190) mit einem 3,0-Liter-V6-Motor (3GR-FSE) und Benzin-Direkteinspritzung, und GS 430, (Code: UZS190) mit dem bekannten 4,3-Liter-V8. Diese Generation wurde in Japan nicht als Toyota Aristo eingeführt, sondern ebenfalls als Lexus GS. Toyota wollte das Modell weltweit unter dem gleichen Namen anbieten. Die Karosserie hat durch bündige Scheibeneinfassungen, geringe und gleichmäßige Spaltmaße sowie eine glattflächige Verkleidung des Unterbodens einen Luftwiderstandsbeiwert (cw) von 0,27 und zeigt die Lexus Designlinie L-Finesse. Das Auto hat ein Integriertes Fahrdynamik-Management (Vehicle Dynamics Integrated Management, VDIM) und semi-aktive Federung Adaptive Variable Suspension.
Auf der New York International Auto Show 2005 wurde die Variante GS 450h (Code: GWS191) mit Hybridantrieb vorgestellt. Dieses Modell wurde 2006 auf den Markt gebracht. Der Antrieb setzt sich zusammen aus einem 3,5-Liter-V6-Ottomotor (218 kW/296 PS) mit kombinierter Direkt- und Saugrohreinspritzung und einem Elektromotor (147 kW/200 PS) mit einer Systemleistung von 254 kW/345 PS. Verbunden werden beide über ein Planeten-Überlagerungsgetriebe. Es wird Toyotas Hybrid-Synergy-Drive-Technik verwendet. Durch die größeren Batterien geht ein Teil des Kofferraums verloren.
Der GS 450h wiegt 1940 kg. Er erreicht eine Höchstgeschwindigkeit von 250 km/h und beschleunigt in 5,9 s von 0 auf 100 km/h. Die Höchstgeschwindigkeit wurde im Zuge des Facelifts im Jahr 2010 auf 240 km/h gesenkt. Das Kofferraumvolumen erhöhte sich dagegen von 280 Liter auf 320 Liter. Der Verbrauch wird von Lexus aktuell mit 7,7 Litern angegeben. Anders als andere Hybridfahrzeuge wie der Toyota Prius hat der GS keinen geringeren Verbrauch in der Stadt (9,3 l/100 km) als auf der Langstrecke (7,1 l/100 km).
Seit Mai 2008 ist der neue 4,6 l-V8-DualVVT-ie mit 255 kW (347 PS), 460 Nm Drehmoment und 8-Stufen-Automatik im neuen GS 460 verfügbar. Der GS 460 erhielt Anfang 2009 außerdem ein dezentes Facelift (vergrößerte Ausschnitte an den Fernlichtscheinwerfern sowie veränderte Stege an den unteren Lufteinlässen) und ersetzte den GS 430. Das Kofferraumvolumen des GS 460 beträgt 430 Liter.
Ende 2011 lief die Produktion dieser GS-Reihe aus.

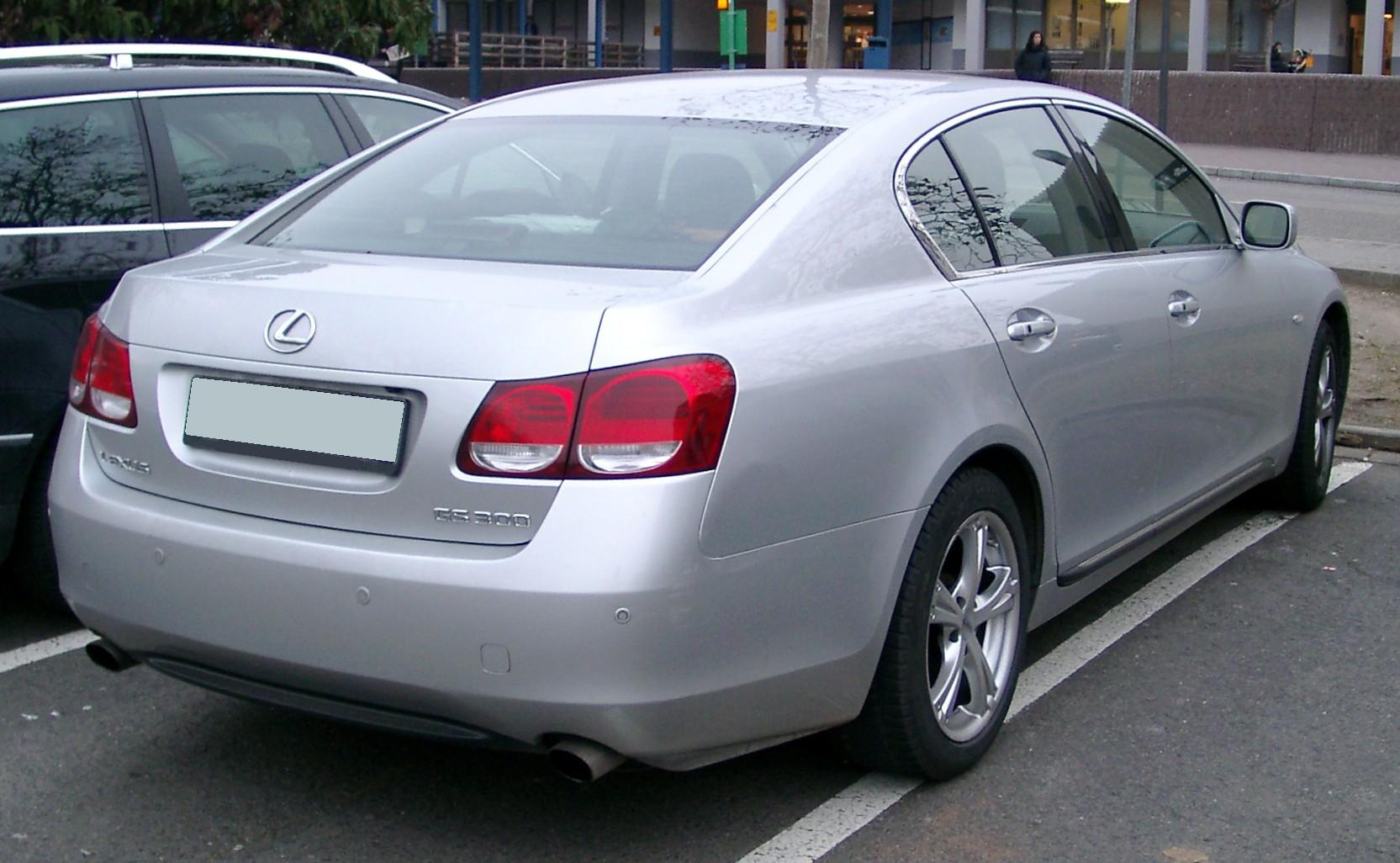
Heckansicht
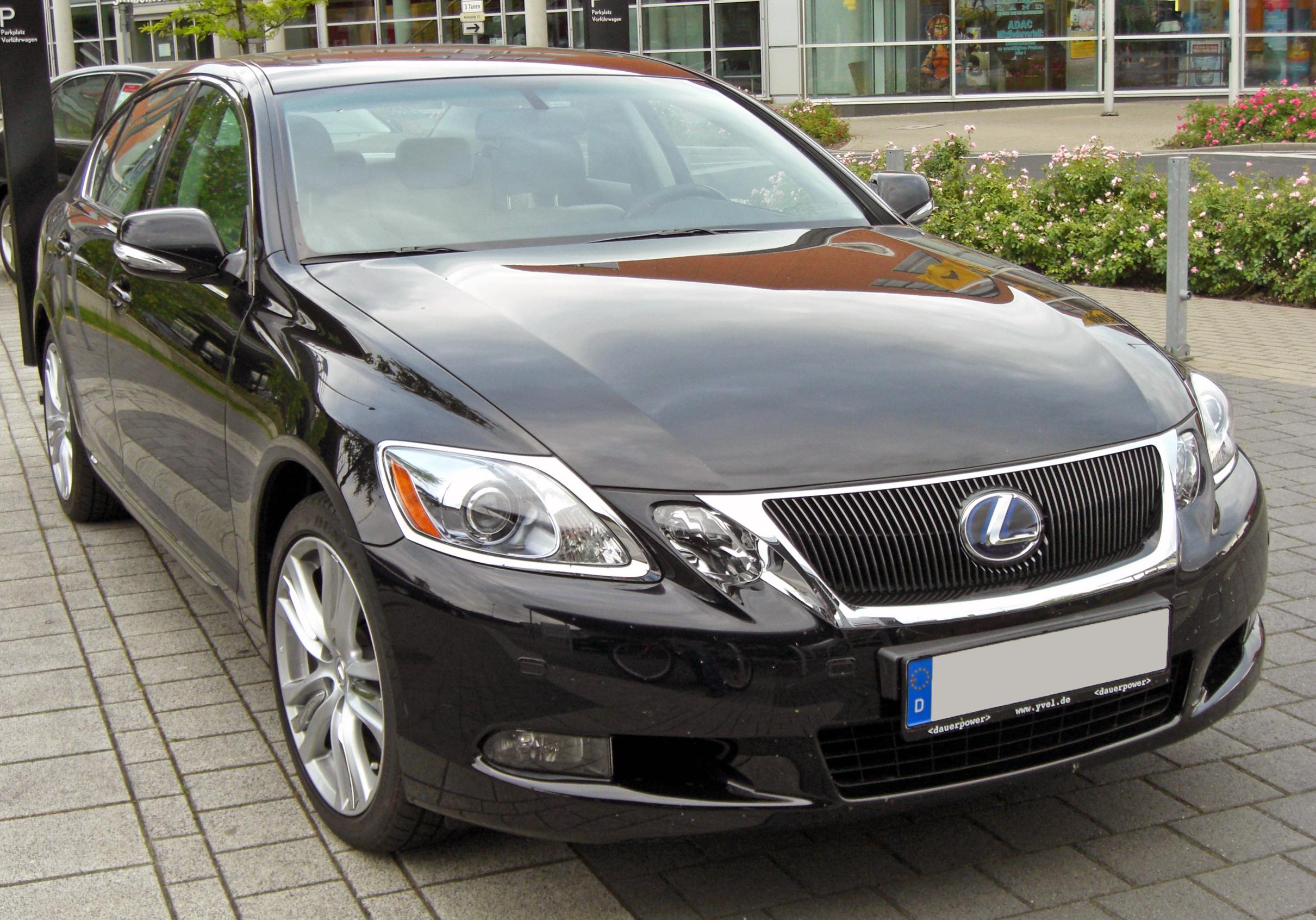
Lexus GS 450h (2009–2011)
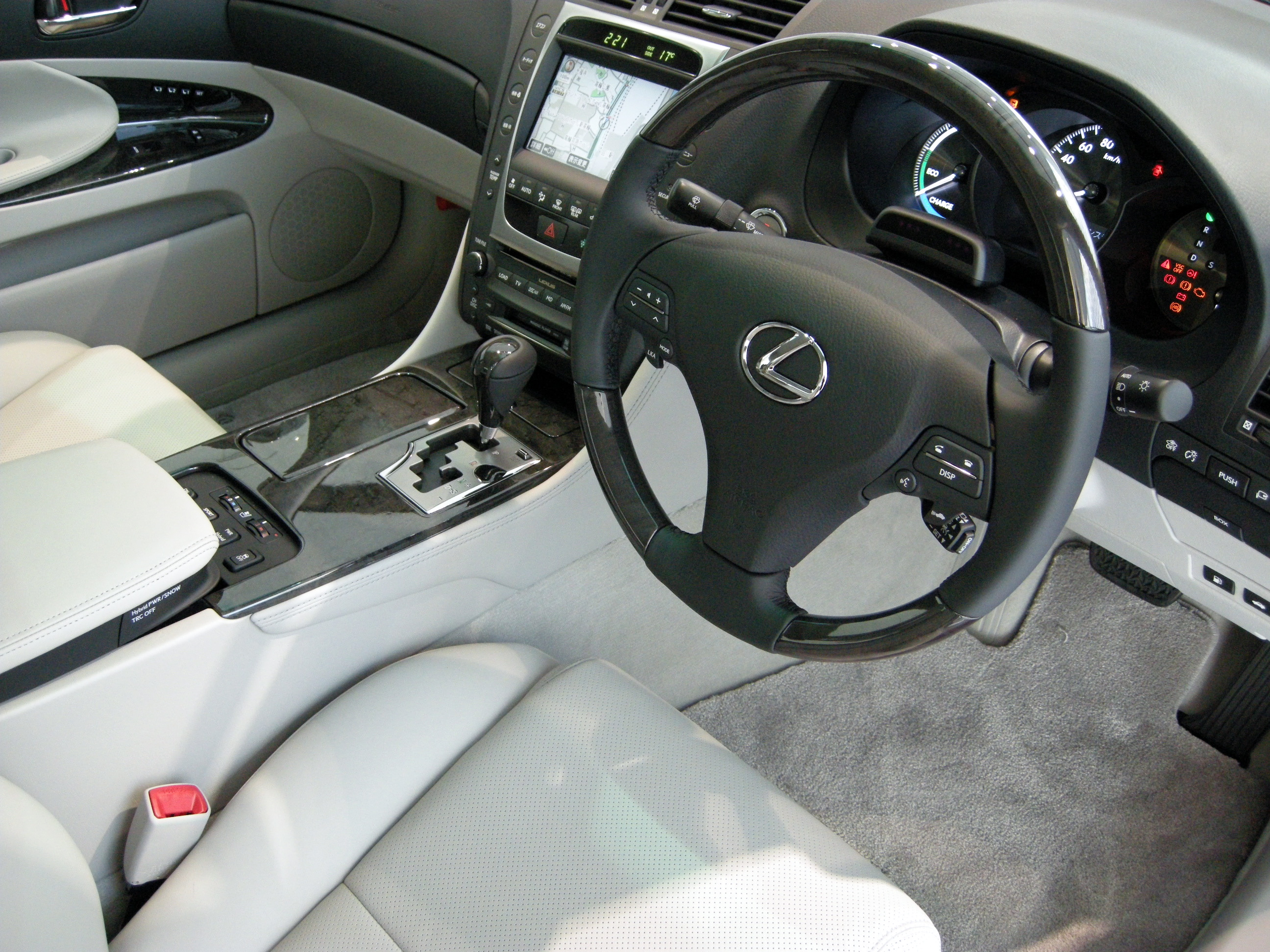
Cockpit

### Technische Daten
(Quelle: )
| Kenngrößen                        | GS 300                         | GS 460                                  | GS 450h                                 |
| --------------------------------- | ------------------------------ | --------------------------------------- | --------------------------------------- |
| Motortyp                          | V6-Ottomotor                   | V8-Ottomotor                            | V6-Ottomotor + Elektromotor             |
| Gemischaufbereitung               | Direkteinspritzung             | kombinierte Saugrohr-Direkteinspritzung | kombinierte Saugrohr-Direkteinspritzung |
| Hubraum                           | 2995 cm³                       | 4608 cm³                                | 3456 cm³                                |
| max. Leistung Verbrennungsmotor   | 183 kW (249 PS) bei 6200 1/min | 255 kW (347 PS) bei 6400 1/min          | 218 kW (296 PS) bei 6400 1/min          |
| max. Drehmoment Verbrennungsmotor | 310 Nm bei 3500 1/min          | 460 Nm bei 4100 1/min                   | 368 Nm bei 4800 1/min                   |
| max. Leistung E-Motor             | -                              | -                                       | 147 kW (200 PS) bei 5613–13000 1/min    |
| max. Drehmoment E-Motor           | -                              | -                                       | 275 Nm bei 0–3840 1/min                 |
| max. Leistung System              | -                              | -                                       | 254 kW (345 PS)                         |
| Antrieb                           | Hinterradantrieb               | Hinterradantrieb                        | Hinterradantrieb                        |
| Getriebe, serienmäßig             | 6-Stufen-Automatikgetriebe     | 8-Stufen-Automatikgetriebe              | stufenloses e-CVT (HSD)                 |
| Beschleunigung, 0–100 km/h        | 7,2 s                          | 5,8 s                                   | 5,9 s                                   |
| Höchstgeschwindigkeit             | 240 km/h                       | 250 km/h                                | 250 km/h                                |
| Kraftstoffverbrauch, innerorts    | 14,2 l/100 km                  | 16,3 l/100 km                           | 9,1 l/100 km                            |
| Kraftstoffverbrauch, außerorts    | 7,0 l/100 km                   | 7,9 l/100 km                            | 7,1 l/100 km                            |
| Kraftstoffverbrauch, kombiniert   | 9,6 l/100 km                   | 11,0 l/100 km                           | 7,9 l/100 km                            |
| CO2-Emission (kombiniert)         | 226 g/km                       | 258 g/km                                | 185 g/km                                |
| Tankinhalt                        | 71 l                           | 71 l                                    | 65 l                                    |
| Kofferraumvolumen                 | 430 l                          | 430 l                                   | 280 l                                   |
| Abgasnorm nach EU-Klassifikation  | Euro 4                         | Euro 4                                  | Euro 4                                  |
| Leergewicht                       | 1620–1660 kg                   | 1735–1800 kg                            | 1865–1930 kg                            |

### Auszeichnungen
- Das Lexus Hybrid Drive System des Lexus GS 450h hat den Paul Pietsch Prize for Advanced Technology in 2007 bekommen. Der Preis wird von Auto motor und sport vergeben.[10]
- Der Lexus GS 450h bekam den IF product design award 2007.[11]
- Er bekam den Auto 1 of Europe-Preis von Auto Bild als beste Limousine.[12]

## GS (GRL1/GWL1, 2012–2020)
Im August 2011 wurde in Kalifornien die vierte Generation des GS in der Version 350 mit Allradantrieb vorgestellt.
Auf der IAA 2011 folgte dann die Vorstellung der Hybrid-Motorvariante 450h. Optisch entspricht er der Lexus-Designsprache L-Finesse und hat den neuen Diabolo-Grill, die Gestaltung der C-Säule C-Säule ähnelt anders als bei den ersten beiden Generationen dem sogenannten Hofmeister-Knick. Der Kofferraum fasst jetzt 482 Liter. Die Markteinführung des vierten GS erfolgte in Europa am 16. Juni 2012.
Als weitere Motorvariante kam Anfang 2012 der GS 250 mit einem 2,5-Liter-V6-Motor in die Palette, die im Herbst 2013 jedoch wieder eingestellt wurde.
Mit dem GS 300h ist seit dem 11. Januar 2014 eine weitere Hybrid-Variante erhältlich, die über den Antriebsstrang des IS 300h verfügt.
Das Auto verfügt über Aktivlenkung (Dynamic Handling System), optionale Allradlenkung, ein Integriertes Fahrdynamik-Management (Vehicle Dynamics Integrated Management VDIM) und semi-aktive Federung Adaptive Variable Suspension.
Im Februar 2019 endete in Europa der Verkauf des GS zugunsten der siebten Generation des Lexus ES.

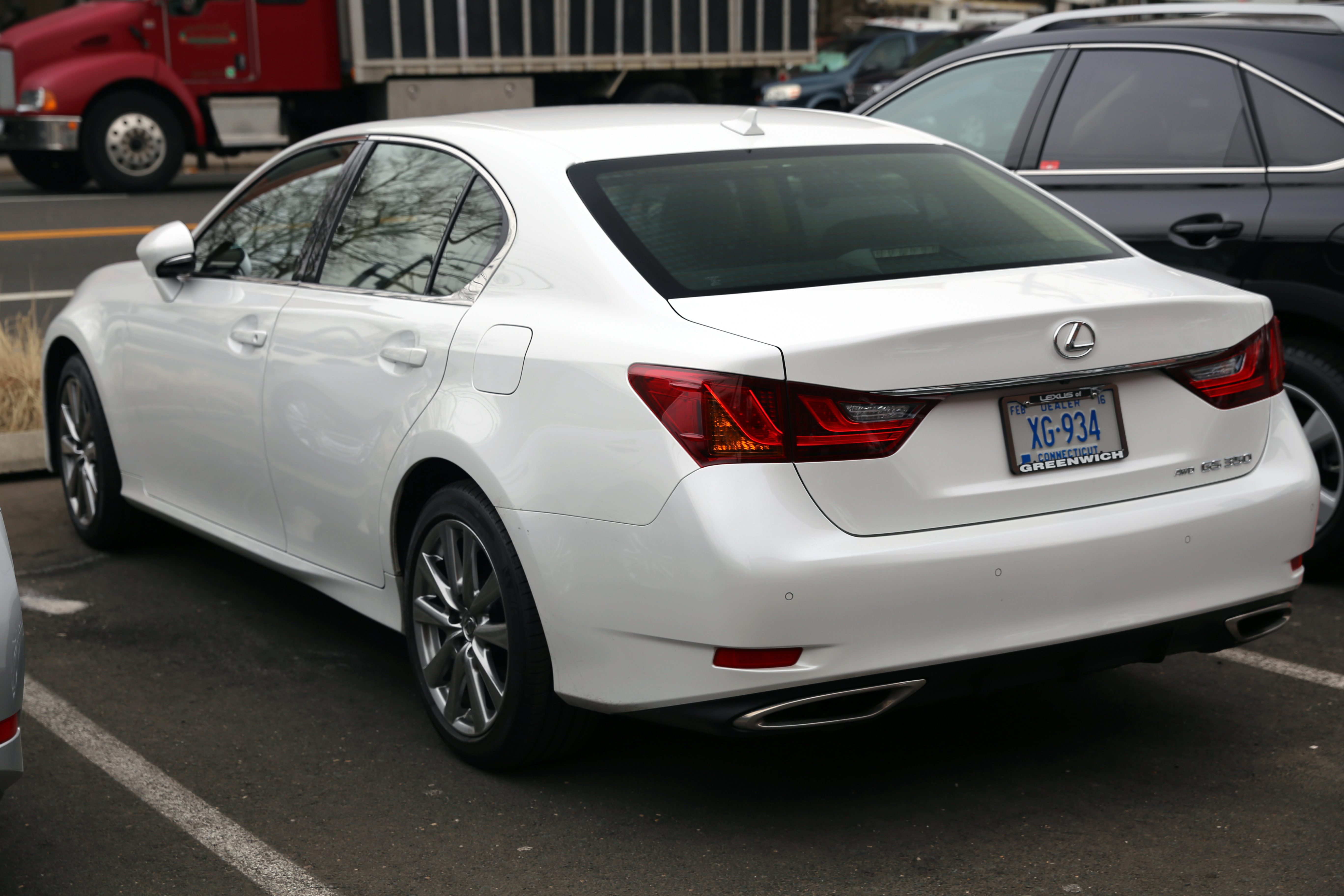
Heckansicht
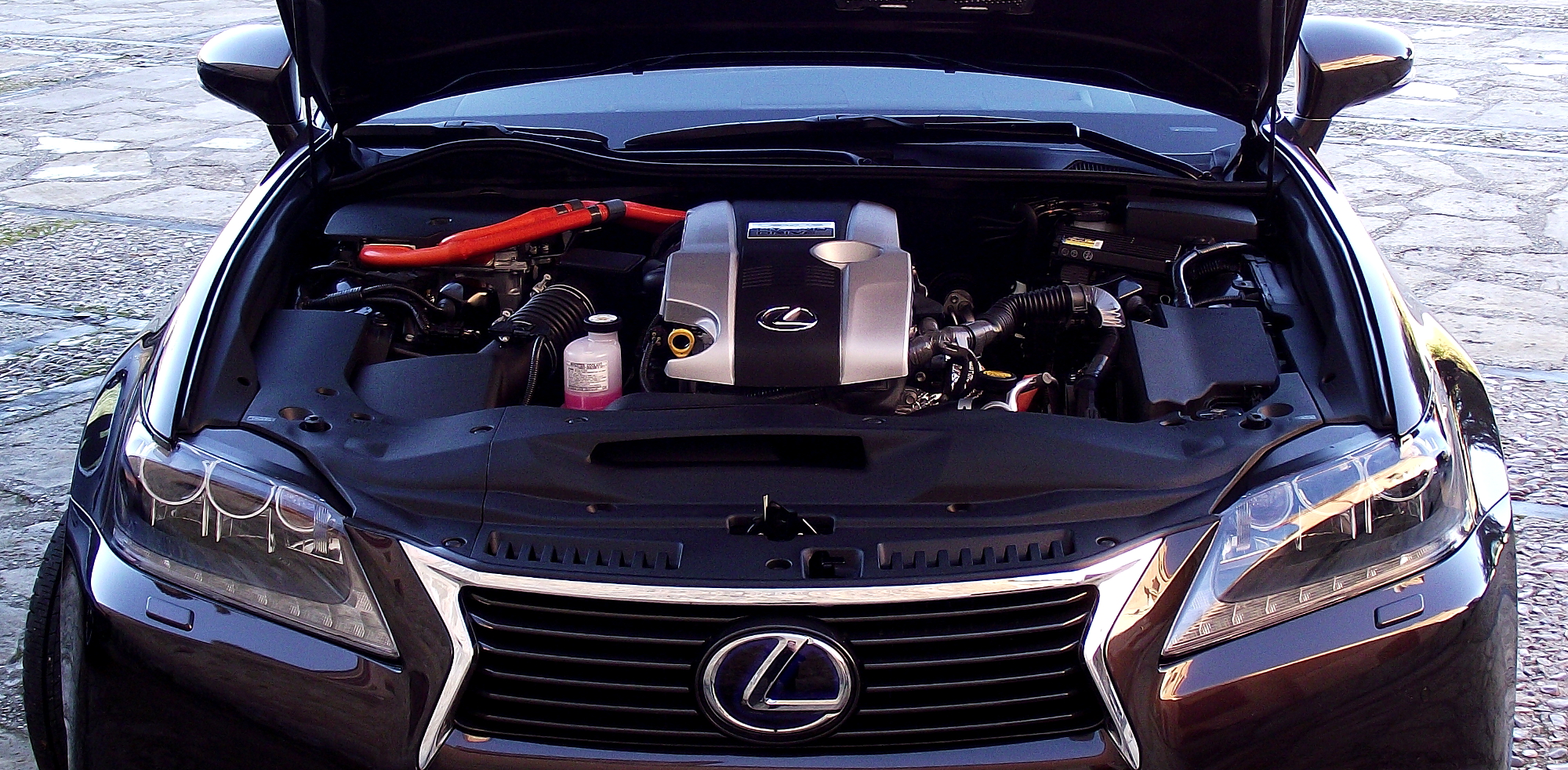
Motorraum des GS 300h
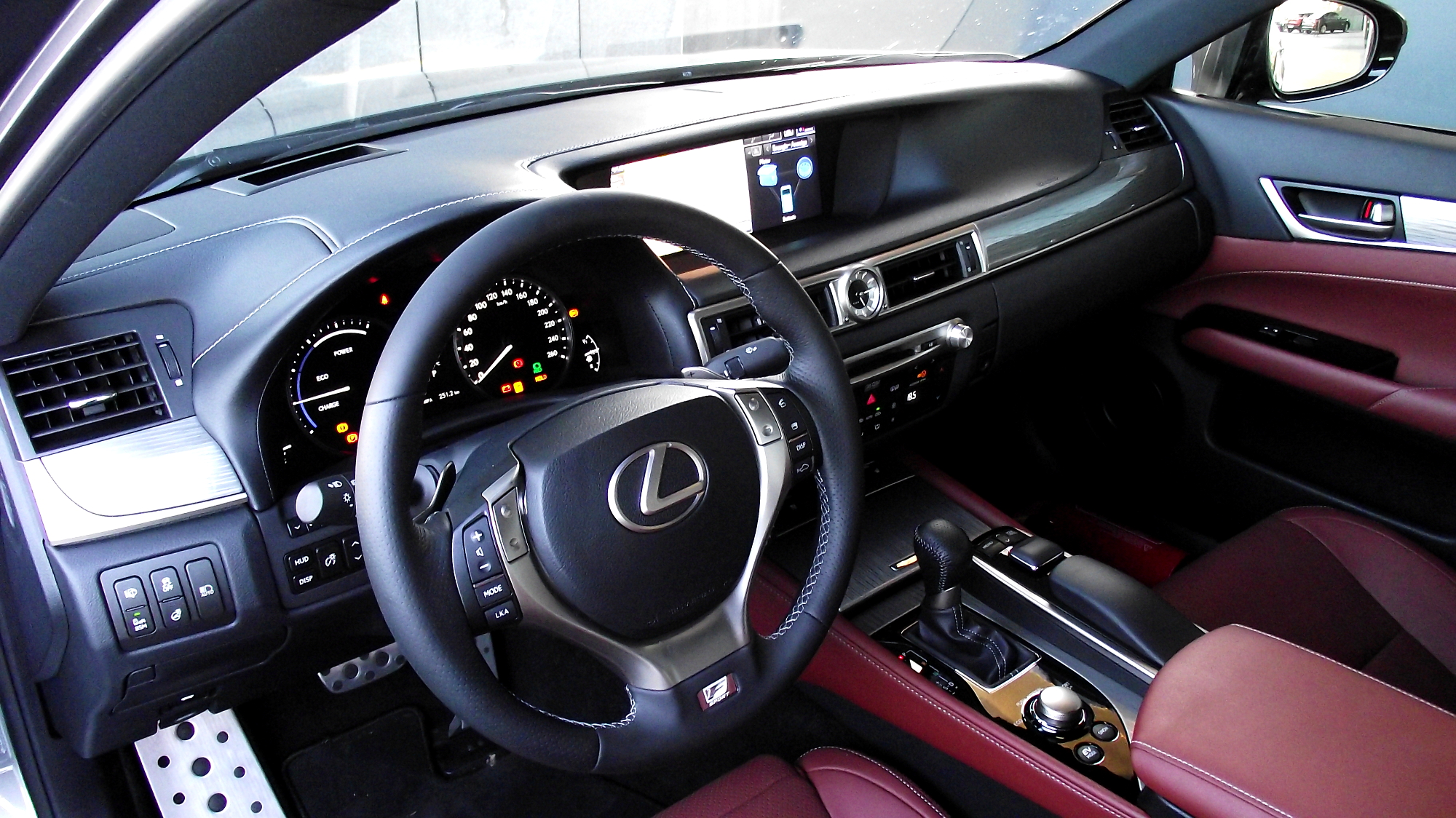
Interieur des GS 300h F Sport
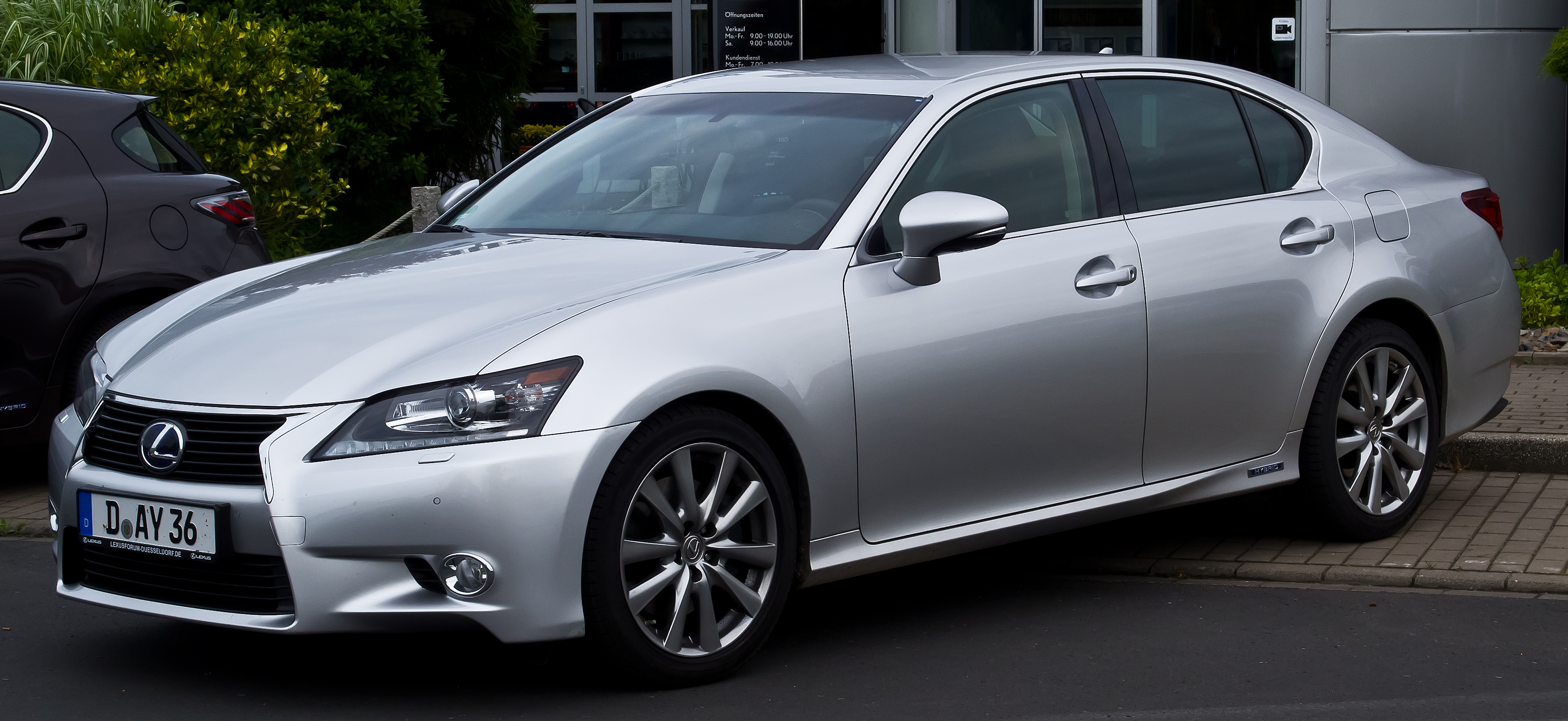
Lexus GS 300h Executive Line (2014–2015)

### Modellpflege
Im August 2015 wurde der überarbeitete Lexus GS erstmals vorgestellt. Am 23. Januar 2016 wurde in Deutschland mit dem GS F das Topmodell der Baureihe eingeführt.

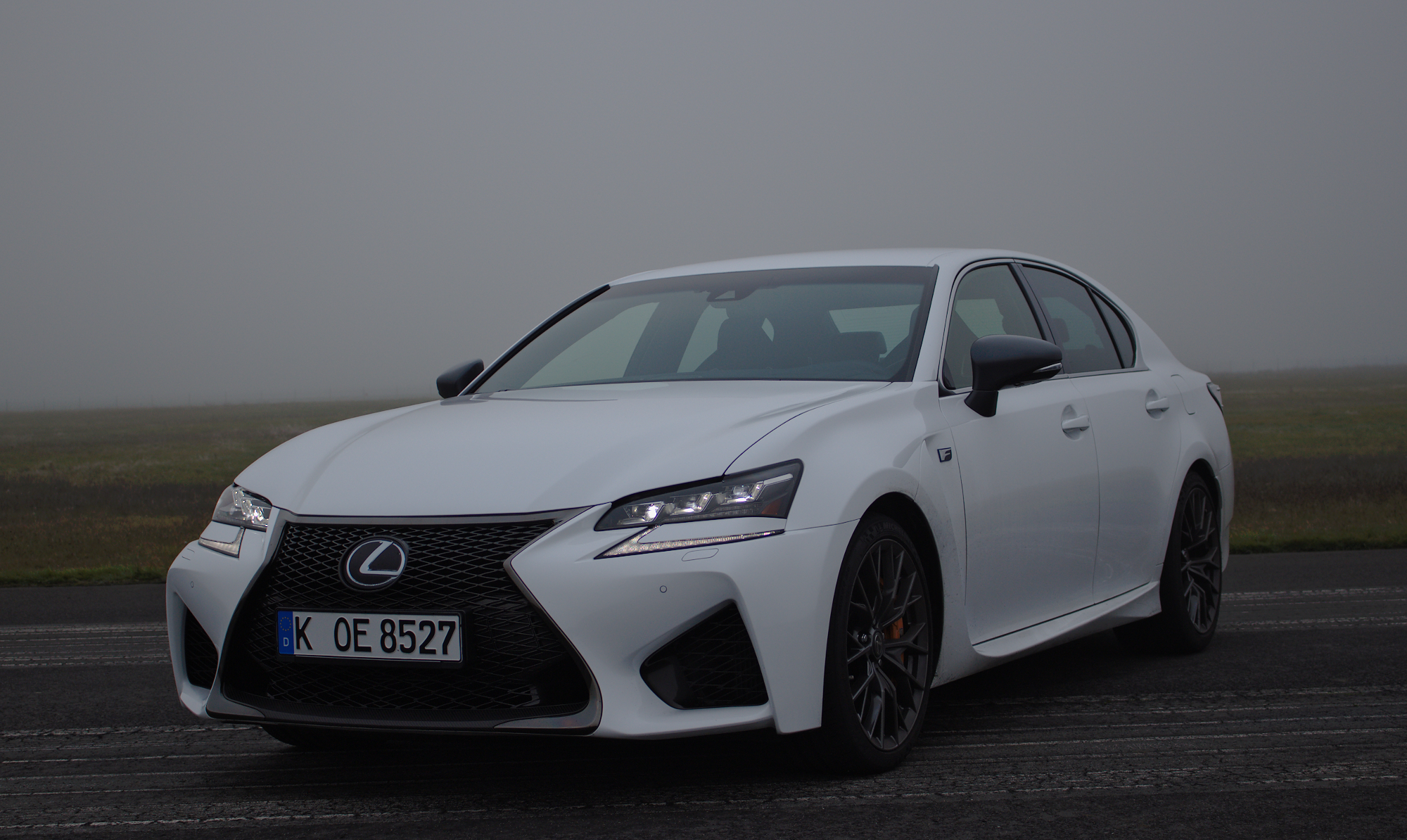
Lexus GS F (2015–2020)
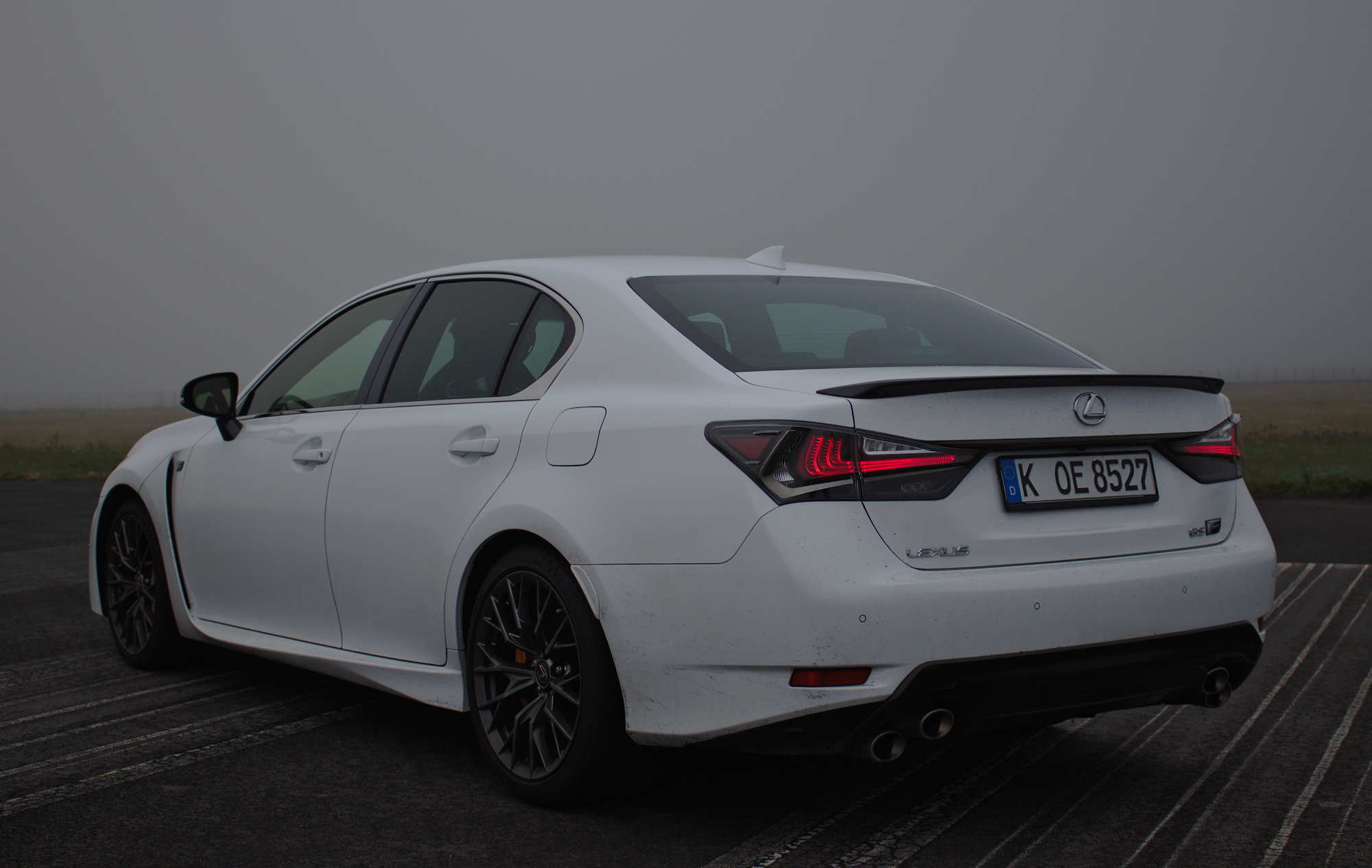
Heckansicht
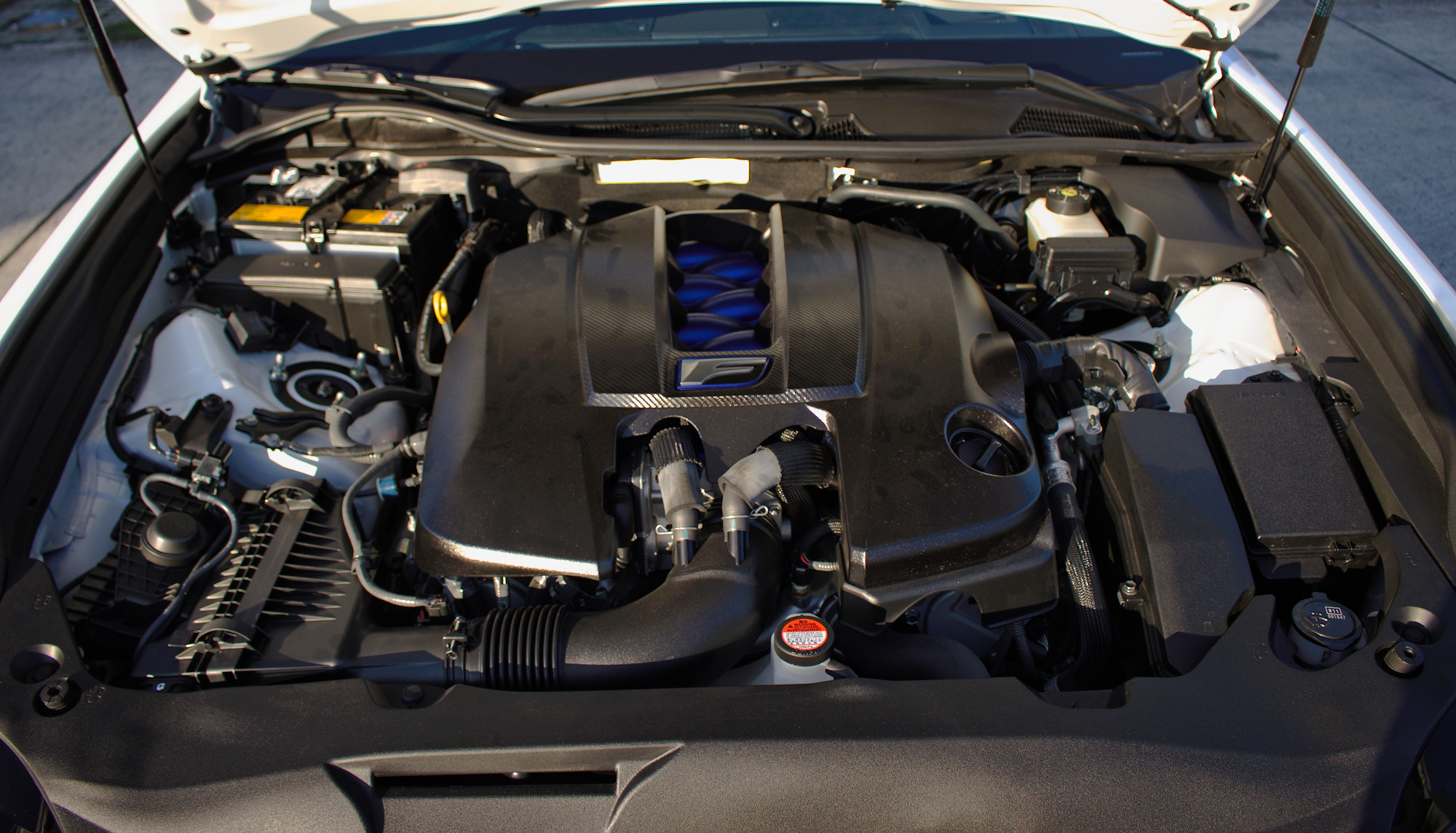
Motorraum
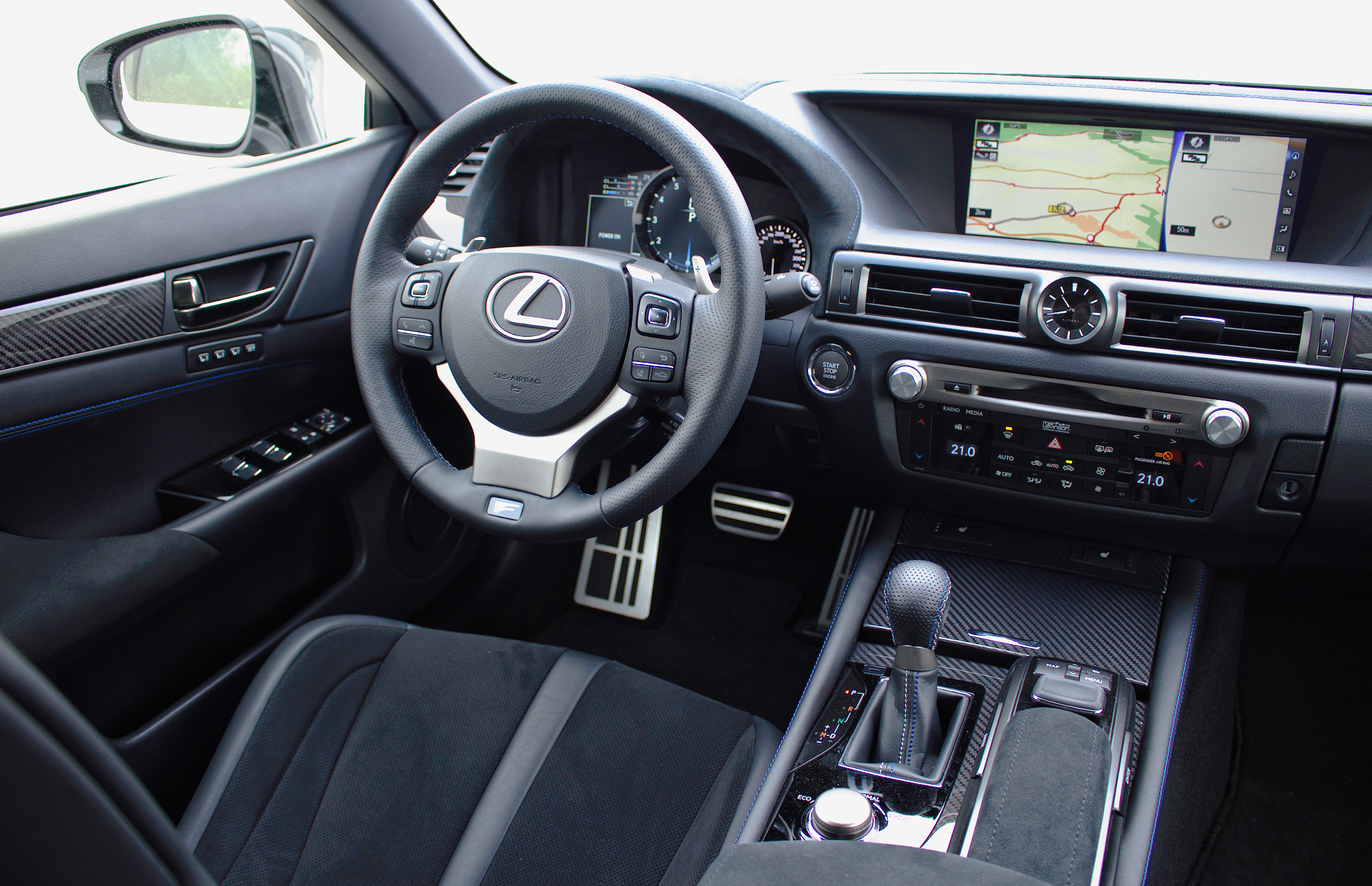
Interieur

### Technische Daten
| Kenngrößen                                  | GS 200t                                    | GS 250                                     | GS 350 (USA)                               | GS F                                       | GS 300h                                     | GS 450h                                     |
| Bauzeitraum                                 | 11/2016–08/2020 (1)                        | 01/2012–10/2013                            | 01/2012–08/2020                            | 01/2016–08/2020                            | 01/2014–02/2019                             | 01/2012–02/2019                             |
| Motorkenndaten                              |                                            |                                            |                                            |                                            |                                             |                                             |
| Motortyp                                    | R4-Ottomotor                               | V6-Ottomotor                               | V6-Ottomotor                               | V8-Ottomotor                               | R4-Ottomotor + 2 Elektromotoren/Generatoren | V6-Ottomotor + 2 Elektromotoren/Generatoren |
| Gemischaufbereitung                         | Direkteinspritzung                         | Direkteinspritzung                         | kombinierte Saugrohr-Direkteinspritzung    | kombinierte Saugrohr-Direkteinspritzung    | kombinierte Saugrohr-Direkteinspritzung     | kombinierte Saugrohr-Direkteinspritzung     |
| Motoraufladung                              | Turbolader                                 | –                                          | –                                          | –                                          | –                                           | –                                           |
| Hubraum                                     | 1.998 cm³                                  | 2.500 cm³                                  | 3.456 cm³                                  | 4.969 cm³                                  | 2.494 cm³                                   | 3.456 cm³                                   |
| max. Leistung                               | 180 kW (245 PS) bei 5800/min               | 154 kW (209 PS) bei 6400/min               | 225 kW (306 PS) bei 6400/min               | 351 kW (477 PS) bei 7100/min               | 164 kW (223 PS) bei –/min                   | 254 kW (345 PS) bei –/min                   |
| max. Drehmoment                             | 350 Nm bei 1650–4400/min                   | 253 Nm bei 4800/min                        | 370 Nm bei 4800/min                        | 530 Nm bei 4800–5600/min                   | 221 Nm bei 4200–5400/min                    | 345 Nm bei 4600/min                         |
| Kraftübertragung                            |                                            |                                            |                                            |                                            |                                             |                                             |
| Antrieb, serienmäßig                        | Hinterradantrieb                           | Hinterradantrieb                           | Hinterradantrieb                           | Hinterradantrieb                           | Hinterradantrieb                            | Hinterradantrieb                            |
| Lenkung                                     | Vorderradlenkung, Allradlenkung (optional) | Vorderradlenkung, Allradlenkung (optional) | Vorderradlenkung, Allradlenkung (optional) | Vorderradlenkung, Allradlenkung (optional) | Vorderradlenkung, Allradlenkung (optional)  | Vorderradlenkung, Allradlenkung (optional)  |
| Getriebe, serienmäßig                       | 8-Stufen-Automatikgetriebe                 | 6-Stufen-Automatikgetriebe                 | 6-Stufen-Automatikgetriebe                 | 8-Stufen-Automatikgetriebe                 | stufenloses e-CVT (Hybrid Synergy Drive)    | stufenloses e-CVT (Hybrid Synergy Drive)    |
| Messwerte                                   |                                            |                                            |                                            |                                            |                                             |                                             |
| Höchstgeschwindigkeit                       | 230 km/h                                   | 230 km/h                                   | 250 km/h                                   | 270 km/h                                   | 190 km/h                                    | 250 km/h                                    |
| Beschleunigung, 0–100 km/h                  | 7,3 s                                      | 8,6 s                                      | 6,3 s                                      | 4,6 s                                      | 9,0 s                                       | 5,9 s                                       |
| Kraftstoffverbrauch auf 100 km (kombiniert) | 7,9 l Super                                | 8,9 l Super                                | 10,0 l Super (3)                           | 11,2 l Super                               | 4,4–4,9 l Super                             | 5,9–6,1 l Super                             |
| CO2-Emission (kombiniert)                   | 183 g/km                                   | 207 g/km                                   | 232 g/km (3)                               | 260 g/km                                   | 104–113 g/km                                | 137–141 g/km                                |
| Abgasnorm nach EU-Klassifikation            | Euro 6                                     | Euro 5                                     | –                                          | Euro 6                                     | Euro 6                                      | Euro 6                                      |
| Preis (1)                                   | 46.150 €                                   | 45.200 €                                   | –                                          | 100.500 €                                  | 47.100 €                                    | 56.100 €                                    |